# Musonia lineata
Musonia lineata es una especie de mantis de la familia Thespidae.

## Distribución geográfica
Se encuentra en la Guayana Francesa.